# ヴィンリン県
ヴィンリン県（ヴィンリンけん、ベトナム語：Huyện Vĩnh Linh / 縣永靈?）は、ベトナムクアンチ省の県である。1975年のベトナム戦争終結以前はベンハイ川に沿って北ベトナムと南ベトナムに分断する軍事境界線が存在し、当県は大部分が北側に属した。

## 行政区画
以下の3市鎮15社を管轄する。
- ホーサー市鎮（Hồ Xá / 胡舍）
- ベンクアン市鎮（Bến Quan / 𤅶官）
- クアトゥン市鎮（Cửa Tùng / 𨷶從）
- ヒエンタイン社（Hiền Thành / 賢城）
- キムタック社（Kim Thạch / 金石）
- チュンナム社（Trung Nam / 中南）
- ヴィンチャップ社（Vĩnh Chấp / 永執）
- ヴィンザン社（Vĩnh Giang / 永江）
- ヴィンハ社（Vĩnh Hà / 永河）
- ヴィンホア社（Vĩnh Hòa / 永和）
- ヴィンケー社（Vĩnh Khê / 永溪）
- ヴィンラム社（Vĩnh Lâm / 永林）
- ヴィンロン社（Vĩnh Long / 永隆）
- ヴィンオー社（Vĩnh Ô / 永烏）
- ヴィンソン社（Vĩnh Sơn / 永山）
- ヴィンタイ社（Vĩnh Thái / 永泰）
- ヴィントゥイ社（Vĩnh Thủy / 永水）
- ヴィントゥー社（Vĩnh Tú / 永秀）